# Prothoe mafalda
Prothoe mafalda är en fjärilsart som beskrevs av Hans Fruhstorfer 1906. Prothoe mafalda ingår i släktet Prothoe och familjen praktfjärilar. Inga underarter finns listade i Catalogue of Life.